# バーナ (ゴールウェイ県)
バーナ（英語：Barna, アイルランド語：Bearna）はアイルランド共和国ゴールウェイ県ゴールウェイ郊外の村。ゲールタハトに含まれるが近年話されるのは英語が殆どとなっている。ゴールウェイの人口増加に伴い発展してきた。
多数のスポーツクラブがこのエリアにある。村最大のスポーツ団体Barna GAAが男女ともにゲーリックフットボールにおける代表チームである。他に教区内にはBarna/Furbo hurling club と Barna United soccer clubがある。
近年の大きな開発をコントロールしようと、多大に支持された地元の活動団体が設立された（Pobal Bhearna）。